# Équation différentielle de Newton
Les équations différentielles de Newton sont les équations différentielles de la forme :

Avec les dérivées premières et secondes de {\displaystyle x(t)} définies par :      
La fonction {\displaystyle f(x(t))=f\circ x(t)\,} dépend du système étudié.
En multipliant les 2 membres par {\displaystyle x'(t)}, l'équation conduit par intégration à :
Cette équation dont dérive l'équation de Newton est appelée intégrale première du mouvement.
La constante d'intégration {\displaystyle E} dépend des conditions initiales du système étudié. 
La fonction {\displaystyle F(x)\,} est une primitive de {\displaystyle f(x)\,} telle que :
Ces équations différentielles portent le nom du physicien et mathématicien Isaac Newton.

## Résolution
On tire de la deuxième équation  {\displaystyle x'(t)=\pm {\sqrt {E+2F(x(t))}}\,} , ce qui ramène l'étude à un problème de portrait de phase ou de diagramme horaire.
Il faut, en général, un outil numérique (calculette, logiciel de calcul) pour résoudre le problème selon les valeurs de l'intégrale première car analytiquement, les équations de Newton sont difficiles à résoudre.
En physique, on parle de problème de puits de potentiel ou de barrière de potentiel.
C'est l'archétype des problèmes qui se ramènent à une inconnue {\displaystyle x(t)} en dynamique Newtonienne à partir de la 2e loi de Newton.